# 里伊拉蒙塔涅
里伊拉蒙塔涅（法語：Rilly-la-Montagne，法語發音：[ʁiji la mɔ̃taɲ]）是法国马恩省的一个市镇，位于该省西南部，属于兰斯区。

## 地名
“里伊拉蒙塔涅”（Rilly-la-Montagne）原名“里伊”（Rilly）。在法语中，“Montagne”即“山”的意思，这一后缀于法国大革命期间添加并使用至今，这里的“山”代指兰斯山。

## 地理
里伊拉蒙塔涅（49°9'55"N, 4°2'44"E）面积8.87 平方千米，位于法国大東部大區马恩省，该省份为法国东北部内陆省份，北起阿登省，西北接埃纳省，西南接塞纳-马恩省，南至奥布省，东南接上马恩省，东临默兹省。
与里伊拉蒙塔涅接壤的市镇（或旧市镇、城区）包括：蒙布雷、希尼莱罗斯、热尔迈讷、吕德、泰西、维莱阿勒朗。
里伊拉蒙塔涅的时区为UTC+01:00、UTC+02:00（夏令时）。

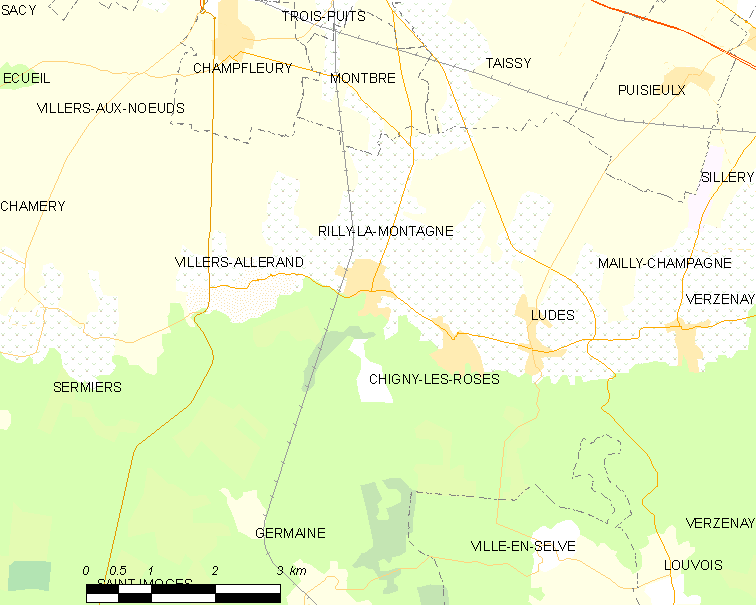
里伊拉蒙塔涅的OSM定位图

## 行政
里伊拉蒙塔涅的邮政编码为51500，INSEE市镇编码为51461。

## 政治
里伊拉蒙塔涅所属的省级选区为穆尔默隆-韦勒-香槟山县。

## 人口

1962-2008年间里伊拉蒙塔涅人口变化图示

里伊拉蒙塔涅于2022年1月1日时的人口数量为1009人。